# كابيثاس ديل فيار
بلدية كابيثاس ديل فيار (بالإسبانية: Cabezas del Villar) هي بلدية تقع في مقاطعة آبلة التابعة لمنطقة قشتالة وليون وسط إسبانيا.

## الديموغرافيا
يبلغ عدد سكان بلدية كابيثاس ديل فيار 329 نسمة عام 2011 (وفقاً للمعهد الوطني للإحصاء الإسباني).
| 510 | 492 | 443 | 414 | 393 | 359 | 329 |